# Autopista Ruta del Algarrobo

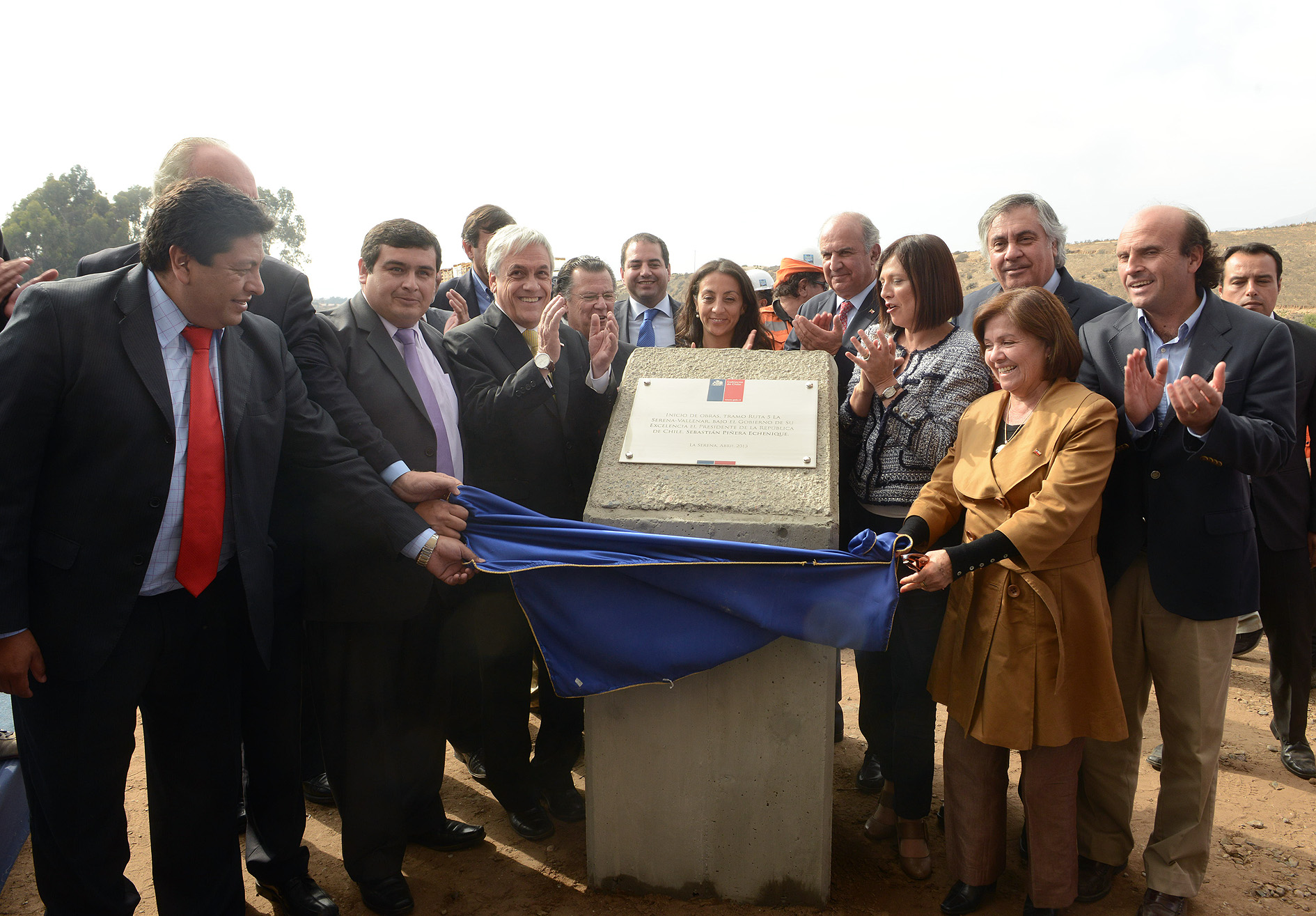
Ceremonia de inicio de obras de construcción de la autopista (19 de abril de 2013).

Autopista Ruta del Algarrobo es la denominación de La autopista chilena de peaje, que recorre las regiones de Atacama y de Coquimbo en el norte Chico de Chile. La carretera que ha sido intervenida es la ruta 5 Panamericana entre el acceso sur a la ciudad de Vallenar (prosigue como Autopista Valles del Desierto al norte) hasta la ciudad de La Serena.
La construcción de la autopista se inició en abril de 2012 bajo la concesión Sociedad Concesionaria Ruta del Algarrobo S.A. adjudicado según el decreto MOP N.º 98 con fecha 26 de enero de 2012.

## Descripción del proyecto
Con el propósito de continuar con el mejoramiento de la principal ruta del país, el Ministerio de Obras Públicas (MOP) ha proyectado licitar y entregar a manos de privados, el mejoramiento y conservación de 186.5 km de vialidad interurbana, entre la ciudad de La Serena y Vallenar. El tramo se inicia en el sector urbano de La Serena al norte del cruce de avenida Francisco de Aguirre hasta el sector sur de Vallenar, exactamente donde concluye la concesión Autopista Valles del Desierto. Abarca el mejoramiento y homogeneización a un perfil de doble calzada con retornos a nivel ubicados cada 8 a 10 km sectores de calles de servicios, áreas especiales para el estacionamiento de camiones, áreas de servicio para los usuarios de la vía, citófonos de emergencias SOS (cada 3 km), vehículos de atención de emergencias, camiones grúa, paraderos de buses ubicados fuera de las calzadas, accesos regularizados a predios adyacentes, cierros laterales, señalización, intersecciones desniveladas en los principales cruces, entre otras obras.

### Sectores del proyecto
La concesión abarca las comunas de Vallenar en la Provincia de Huasco, de La Higuera y La Serena en la Provincia de Elqui
| Ruta   | Sector | Origen                           | Término                          | Inicio aproximado (km) | Fin aproximado (km) | Longitud total (km) | Velocidad (km/h) |
| Ruta 5 | 1      | La Serena                        | Límite regional Coquimbo-Atacama | 473,5                  | 559,6               | 86,1                |                  |
| Ruta 5 | 2      | Límite regional Coquimbo-Atacama | Acceso a Vallenar                | 559,6                  | 660,0               | 100,4               |                  |

## Recorrido
La información que se entrega puede estar sujeta a cambios, puesto que la autopista está en construcción.
| Ruta 5 Panamericana, tramo Vallenar-La Serena                                 |                                            |                                  |                                                                  |
| Salidas e infraestructura sentido norte-sur                                   | Distancia de cruce aeródromo Vallenar (km) | Distancia del puente Fiscal (km) | Salidas e infraestructura sentido sur-norte                      |
| Desde Autopista Valles del Desierto                                           | 0 (km 660)                                 | 187 (km 660)                     | Continuación como Autopista Valles del Desierto                  |
|                                                                               |                                            | 185 (km 658)                     | El Olivar C-565                                                  |
| Mina Japonesa Algarrobo C-486                                                 | 3 (km 657)                                 |                                  |                                                                  |
| Área de control Carabineros de Chile                                          | 4 (km 656)                                 | 183 (km 656)                     | Área de control Carabineros de Chile                             |
|                                                                               |                                            | 182 (km 655)                     | Camino Interior                                                  |
| Puente "Paso Superior F.F.C.C"                                                | 8 (km 652)                                 | 179 (km 652)                     | Puente "Paso Superior F.F.C.C"                                   |
|                                                                               |                                            | 166 (km 639)                     | Agua Amarga                                                      |
|                                                                               |                                            | 153 (km 626)                     | Churque C-509                                                    |
| Camino Interior                                                               | 37 (km 623)                                |                                  |                                                                  |
| Domeyko                                                                       | 47 (km 613)                                | 140 (km 613)                     | Domeyko                                                          |
|                                                                               |                                            | 138 (km 611)                     | Mina Dos Amigos                                                  |
| Cachiyuyo                                                                     | 56 (km 604)                                | 131 (km 604)                     | Cachiyuyo                                                        |
| Plaza de peaje Cachiyuyo                                                      | 62 (km 598)                                | 125 (km 598)                     | Plaza de peaje Cachiyuyo                                         |
|                                                                               |                                            | 122 (km 595)                     | Parque fotovoltaico El Romero                                    |
| Mina Los Cristales C-540                                                      | 67 (km 593)                                | 120 (km 593)                     | Observatorio La Silla, Observatorio Las Campanas C-541           |
| Inicio de Cuesta Pajonales                                                    | 71 (km 589)                                | 116 (km 589)                     | Término de Cuesta Pajonales                                      |
| Término de Cuesta Pajonales                                                   | 78 (km 582)                                | 109 (km 582)                     | Inicio de Cuesta Pajonales                                       |
| Incahuasi                                                                     | 88 (km 572)                                | 99 (km 572)                      | Incahuasi                                                        |
| Mina El Pleito C-542                                                          | 93 (km 567)                                |                                  |                                                                  |
|                                                                               |                                            | 86 (km 559)                      | Punta Colorada, Las Breas D-115                                  |
| Mirador turístico                                                             | 102 (km 558)                               | 85 (km 558)                      | Mirador turístico                                                |
| Plaza de peaje Punta Colorada                                                 | 106 (km 554)                               | 81 (km 554)                      | Plaza de peaje Punta Colorada                                    |
| El Trapiche Norte                                                             | 109 (km 551)                               |                                  |                                                                  |
|                                                                               |                                            | 76 (km 549)                      | El Trapiche Sur                                                  |
| Punta de Choros, RN Pingüino de Humboldt D-110                                | 113 (km 547)                               | 74 (km 547)                      | Punta de Choros, RN Pingüino de Humboldt D-110                   |
| Punta de Choros, RN Pingüino de Humboldt D-110                                | 114 (km 546)                               |                                  |                                                                  |
| El Guanaco                                                                    | 118 (km 542)                               |                                  |                                                                  |
|                                                                               |                                            | 67 (km 540)                      | Camino Interior                                                  |
| Área de control Carabineros de Chile                                          | 120 (km 540)                               | 67 (km 540)                      | Área de control Carabineros de Chile                             |
|                                                                               |                                            | 62 (km 535)                      | Mina Carmen                                                      |
| Mina El Tofo D-180                                                            | 126 (km 534)                               |                                  |                                                                  |
|                                                                               |                                            | 58 (km 531)                      | La Higuera                                                       |
| La Higuera D-135                                                              | 131 (km 529)                               | 56 (km 529)                      | La Higuera D-135                                                 |
| Inicio de Cuesta Buenos Aires                                                 | 137 (km 523)                               | 50 (km 523)                      | Término de Cuesta Buenos Aires                                   |
| Término de Cuesta Buenos Aires                                                | 144 (km 516)                               | 43 (km 516)                      | Inicio de Cuesta Buenos Aires                                    |
| Caleta Totoralillo Norte, Caleta Temblador, Caleta Chungungo D-190            | 148 (km 512)                               | 39 (km 512)                      | Quebrada Honda                                                   |
|                                                                               | 148 (km 512)                               | 39 (km 512)                      | Quebrada Honda D-145                                             |
| Puente Quebrada Honda                                                         | 151 (km 509)                               | 36 (km 509)                      | Puente Quebrada Honda                                            |
|                                                                               | 151 (km 509)                               | 36 (km 509)                      | Interior Quebrada Honda                                          |
| Caleta Los Hornos                                                             | 152 (km 508)                               | 35 (km 508)                      | Caleta Los Hornos                                                |
| Puente Juan Soldado                                                           | 157 (km 503)                               | 30 (km 503)                      | Puente Juan Soldado                                              |
| El Arrayán                                                                    | 161 (km 499)                               |                                  |                                                                  |
| Mina El Romeral D-165                                                         | 178 (km 482)                               | 9 (km 482)                       | Mina El Romeral D-165                                            |
| La Serena Golf                                                                | 180 (km 480)                               | 11 (km 480)                      | La Serena Golf                                                   |
| Plaza de pesaje Serena Golf                                                   | 184 (km 476)                               | 3 (km 476)                       | Plaza de pesaje Serena Golf                                      |
| Las Compañías 'Calle Alejandro Flores', Caleta San Pedro                      | 185 (km 475)                               | 2 (km 475)                       | Las Compañías Calle Alejandro Flores, Caleta San Pedro           |
| Las Compañías, El Islón, Coquimbito                                           | 186 (km 474)                               | 1 (km 474)                       | Las Compañías, El Islón, Coquimbito                              |
| Puente Fiscal Río Elqui                                                       | 186 (km 474)                               | 1 (km 474)                       | Puente Fiscal Río Elqui                                          |
|                                                                               | 187 (km 473)                               | 0 (km 473)                       | La Serena Calle Cirujano Videla                                  |
|                                                                               | 187 (km 473)                               | 0 (km 473)                       | La Serena Calle Brasil                                           |
| Continuación como Ruta 5 Panamericana La Serena-Coquimbo Término de autopista | 187 (km 473)                               | 0 (km 473)                       | Desde Ruta 5 Panamericana La Serena-Coquimbo Inicio de autopista |